# لانگفورت
لانگفورت (به آلمانی: Langfurth) یک شهر در آلمان است که در آنسباخ واقع شده‌است.